# Małgorzata Andechs-Meranien
Małgorzata Andechs-Meranien (zm. 25 października 1271) – księżniczka Meranu i margrabina morawska.
Małgorzata była córką księcia Meranii Ottona I. Przed 25 września 1232 poślubiła margrabiego morawskiego Przemysła. Małżeństwo okazało się bezdzietne. W 1239 Przemysł zmarł. 2 czerwca 1240 Małgorzata poślubiła hrabiego Fryderyka Truhendingen (zm. 30 sierpnia 1274).